# Ghetaldi
|                                                |  |
| Gli stemmi dei Ghetaldi e dei Ghetaldi-Gondola |  |

La famiglia Ghetaldi (nelle fonti anche Gataldi, Gataldo, dal XIV secolo Getaldo, Ghetaldo, dal XIX secolo anche de Ghetaldi, in serbo-croato anche Gataldić o Getaldić) fu una delle più antiche famiglie nobili della Repubblica di Ragusa.

## Storia
Tutte le antiche tradizioni sono concordi nel considerare la famiglia originaria da Taranto. Il cognome deriva dal santo tarantino Cataldo (V secolo), il cui culto era conosciuto anche a Spalato e a Ragusa. I Ghetaldi si sarebbero trasferiti a Ragusa nell'VIII secolo, venendo menzionati nei più antichi documenti dell'archivio di questa città, risalenti al XIII secolo.

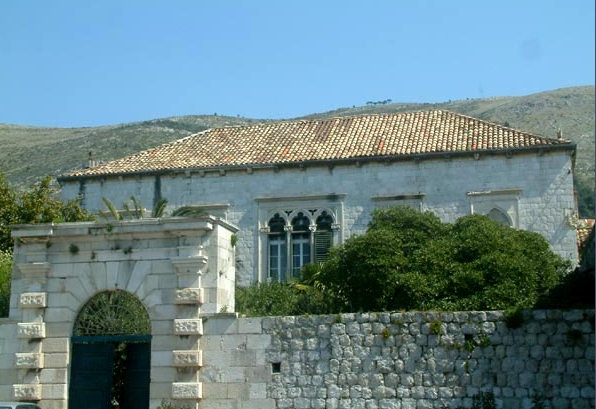
Palazzo Ghetaldi-Gondola a Ragusa

L'Almanacco di Gotha li enumera fra le undici famiglie del più antico Patriziato Sovrano Originario della Repubblica ancora residenti in città alla metà del XIX secolo.
I Ghetaldi non furono in antico fra le famiglie più influenti e ricche di Ragusa, ma come le altre casate si suddivisero in vari rami, unendosi alle famiglie nobili ragusee con una serie di matrimoni che a loro volta diedero luogo ad ulteriori rami della casata. Alcuni di questi rami - e segnatamente quello dei Ghetaldi-Gondola - assunsero una notevole rilevanza soprattutto dopo la fine della Repubblica, in particolare nel XIX secolo.
Fra il 1440 e il 1640 i Ghetaldi contarono 43 membri del Maggior Consiglio, pari al 1,95% sul totale. In questi duecento anni, ottennero anche 57 cariche senatoriali (1,74%), 37 volte la qualifica di Rettore della Repubblica (1,55%), 35 membri del Minor Consiglio (1,62%) e 12 Guardiani della Giustizia (1,46%).
La loro nobiltà venne riconosciuta dalla Casa d'Austria, col titolo di baroni. Nel 1817 i Ghetaldi vennero iscritti anche nell'Albo d'Oro della Nobiltà Italiana.
Nel XX secolo alcuni rami della famiglia risultavano esistenti in Italia, in Croazia e in Austria.

## Personalità notabili (in ordine cronologico)
- Bernardo Ghetaldi (XVI secolo) - Scrisse una storia dell'ordine dei Domenicani - cui appartenne - andata però perduta.
- Marino Ghetaldi (1566 - 1627) - Uno dei più importanti matematici dell'intera Dalmazia.
- Francesco Ghetaldi-Gondola (1833 - 1899) - Uomo politico, fu deputato al parlamento di Vienna.

## Genealogia

### Ramo Ghetaldi
Uno dei rami della famiglia derivò da Matteo Ghetaldi (figlio di Matteo Ghetaldi; e Maria Pozza di Zagorie). Nacque il 12 ottobre 1709 e morì il 26 dicembre 1787, sposò Caterina Gondola ed ebbe due figli e due figlie: Francesco e Sigismondo, Ursula e Maria. Francesco fu successivamente adottato da uno zio, il conte Sigismondo Domenico Gondola (fratello della contessa Caterina Gondola) nel 1787. Francesco ereditò dallo zio ed utilizzò il cognome Gondola/Gundulić.
- I figli di Sigismondo Ghetaldi (21 febbraio 1752, 26 dicembre 1797), e Mariana Bosdari furono:
- Biagio Ghetaldi, che sposò nel 1828 Anna Bosdari. Ebbero quattro figli:
  - Sigismondo Ghetaldi (2 dicembre 1829 - 27 gennaio 1853 a Venezia per incidente).
  - Giovanni Ghetaldi (7 gennaio 1833 - 27 novembre 1916). Giovanni nacque a Zara, e si sposò con la baronessa Olga Collioud Ritter von Zahony. Essi vissero nel 1913 a Graz, in Austria, presso il Georgischloss (Castello Georgi) zu Ehrenhausen. Nel 1899 essi adottarono:
    - Giulia Carola Melania Collioud-Ghetaldi (Trieste, 24 aprile 1883 - Ragusa, 6 luglio 1942); domiciliata a Sankt Georgen in Alto Adige nel 1915, sposò nel 1903 Ludwig Lobmeyr (1855 - 1917). Si risposò nel 1913 con Rudolf Heim, (Castello Forst presso Merano. L'ultimo marito fu Giovanni Conte Attems di Petzenstein (Feistriz 12 luglio 1875 - Ragusa, 3 aprile 1942). Il matrimonio si celebrò il 30 gennaio 1920 a Vienna. Il conte Attems aveva già avuto 3 figli con Stefanie von Biedermann Turony (* Buitenzorg 3 marzo 1880, + Wiesbaden, 23 febbraio 1970): Karoline (* Degerloch 23 novembre 1906 - + Santiago del Cile, 1962), Edina (* Farra 17 agosto 1911 - + 30 luglio 1977) e Sigismondo Douglas, priore di Lucinico (Farra * 23 maggio 1914 - 1º ottobre 2002).

  - Elena Ghetaldi (* Zara, 10 giugno 1837, + Ragusa, 24 dicembre 1931) sposata con Enrico Nicola Bernardo Conte Caboga, (* Ragusa, 1º agosto 1818 Ragusa, + Vienna, 1º marzo 1881). Quest'ultimo fu console austriaco a Gerusalemme. Egli comprò nel 1869 a Tantur nei pressi di Betlemme l'area che fu chiamata la Torre di Giacobbe e di Ephrata. Lì, venne aperto nel 1876 l'Ospedale dell'Ordine di Malta. Hanno avuto tre figli:
    - Maria Bernardina Anna Caboga (Ragusa, 20 novembre 1856 - + Trieste, 19 novembre 1938), sposata col Cavaliere Alberto dei Conti Cedassamare (+ Trieste, 6 aprile 1900). Essi ebbero cinque figli:
      - Marta Maria Cedassamare (Trieste, 1º febbraio 1883)
      - Pietro Mariano Cedassamare (Trieste, 29 giugno 1884, Trieste, 6 aprile 1886).
      - Giusto Mariano Cedassamare (Trieste 22 novembre 1885, Trieste, 26 marzo 1886).
      - Alberto Cedassamare (chiamato anche Alberto Conti), battezzato Albert Maroje Biagio Franco Maria (Gorizia, 29 gennaio 1887, + Hollywood 18 gennaio 1967 a Hollywood), fu un attore, ma prima si laureò in legge (presso l'università di Graz) e in scienze naturali. Sposò Patricia Cross.
      - Maria Concetta Cedassamare, nata a Pola il 5 dicembre 1892.

    - Anna Maria Enrichetta Caboga (* 20 giugno 1858, + Szombathely, 1944). il 10 aprile 1882 sposò a Ragusa Luziano von Ziegler-Pozza (* Cattaro, 19 marzo 1852, + Ragusa, 8 settembre 1930). Dal 1913 hanno vissuto a Vienna. Hanno avuto tre figli:
      - Elena von Ziegler-Pozza (* Pola 3 marzo 1889, + Vienna, 2 febbraio 1968). Si sposò con Hugo Theobald Alfons Karl Maria von Seyffertitz, che nacque a Bressanone (23 settembre 1885) e morì a Vienna (10 giugno 1966). Ebbero due figli: Herbert Seyffertitz (* 1911 - + 1939) e Hugo Seyffertitz (* 1927 - + 2007). Quest'ultimo si sposò con Helga Munds, da cui ebbe due figli: Gabriele (* 1957) ed Heribert (* 1959). Heribert si sposò con Bernadette Trauttmansdorff (* 1958). Hanno avuto due figli: Giuseppe (* 1996) e Michael (* 1996).
      - Matteo "Teo" von Ziegler-Pozza (* ? - + 24 novembre 1924), si sposò con Mariza von Kiepach-Haselburg, (* Križevci (Croazia) 1897 ?, + Los Angeles, 27 dicembre 1985).
      - Marisa von Ziegler-Pozza (* Pola 10 gennaio 1885 - + Acsád (Ungheria) 2 febbraio 1964). Si sposò con Charley Masjon (* Graz 19 novembre 1871, + Táplánszentkereszt (Ungheria) 1950). Essi ebbero una figlia: Winifred Masjon (* Pola, 8 giugno 1911 - + Keszthely (Ungheria), 14 dicembre 1998). Quest'ultima - sposata con László Harkay - visse in Ungheria.

    - Bernardo Biagio Caboga (* Castello Ombla presso Gravosa, 21 aprile 1863, + Graz, 10 maggio 1922). Sposato con la baronessa Marie Valerie von Locatelli(Angoris, * 4 giugno 1870 - + ?). Essi divorziarono dopo un breve periodo di matrimonio, senza aver avuto figli.

  - Maria Ghetaldi (* Ragusa, 23 aprile 1831,+1912). Si sposò il 31 dicembre 1852 con Ignazio von Nadherny(1814 +1875). Nel 1913 risiedevano a Graz. Ebbero tre figli:
    - Elisa von Nadherny (data imprecisata di nascita e di morte).
    - Emilia von Nadherny (data imprecisata di nascita e di morte).
    - Heinrich von Nadherny (*1864 +1920). Sposò Rosa Weiss (+1923) (nata Gottel) nel 1894.

### Ramo Ghetaldi-Gondola
- Francesco Agostino Ghetaldi-Gondola (Ragusa, 20 ottobre 1743 - Ivi, 17 dicembre 1798). Sposato nel 1794 con Maria Natali (* 1774 - † 1861). Ebbero due figli: Matteo e Sigismondo.
  - Matteo Ghetaldi-Gondola (23 agosto 1797, data della morte sconosciuta]).
  - Sigismondo Ghetaldi-Gondola (* 4 settembre 1795 - † 5 maggio 1860) sposò Malvina Orsola Bosdari (* 1811 - + 17 aprile 1844). Nel 1845 il governo austriaco concesse a Sigismondo (all'epoca podestà di Ragusa) il titolo di barone. Ebbero tre figli: Francesco, Maria e Giovanni.
    - Francesco Ghetaldi-Gondola (8 agosto 1833 - † 3 luglio 1899). Fu cavaliere dell'Ordine di Malta, venendo decorato con la Croce della Devozione il 15 giugno 1857. Combatté nella guerra franco-prussiana (1870-1871). Nel 1893, inaugurò il monumento a Giovanni Gondola in Piazza delle Erbe. Fu anch'egli podestà di Ragusa. Francesco fu sepolto nella tomba di famiglia del cimitero di San Michele a Lapad (nella località di Gravosa).
    - Maria Filomena Ghetaldi-Gondola (10 luglio 1837 - 8 Marzo 1908, Treviso, Mogliano, Veneto), a partire dal 1906 visse a Venezia. In prime nozze andò sposa ad Anton Josef Lunda (* Lemberg, 18 gennaio 1830 - † Sofia, 29 marzo 1894), avendo un figlio: Vittorio.
      - Vittorio Lunda (Ragusa, 18 dicembre 1856 - 15  marzo 1911, Roma). Nel 1906 viveva a Palermo, avere una figlia Elena Lunda.

In seconde nozze, Maria Ghetaldi-Gondola sposò Giulio Foehr Ferry (* Venezia, 1844 - † Belgio, 1914), avendo un secondo figlio: Giovanni.
    - Giovanni  Foehr Ferry Gondola (Trieste, 19 marzo 1873 - † San Fernando Cile, 23 aprile 1933). Si sposò con Luz Veloz Da Fonseca. Ebbero cinque figli.-

    - Giovanni "Gino" Ghetaldi-Gondola (* 15 aprile 1835 - † 31 marzo 1891). Fu tenente colonnello e comandante dell'Ospedale di Marina di Pola e - successivamente - comandante della piazza di Graz. Sposò Maria Camilla Dorninger von Dornstrauch (* Salisburgo, 27 maggio 1843 - + Graz, 17 febbraio 1905). Quest'ultima dal 1890 fu proprietaria di una casa di cura a Graz, chiamata Sanatarium Gondola. Ebbero tre figli: Malvina, Sigismondo e Anna.
      - Malvina Maria Anna Ghetaldi-Gondola (* Cattaro, 30 settembre 1862 - † Graz, aprile 1903).
      - Sigismondo Francesco Giuseppe Maria Ghetaldi-Gondola (* Merano, 22 novembre 1863 - † Graz, 30 maggio 1886).
      - Anna Giovanna Maria Ghetaldi-Gondola (* Cattaro, 6 marzo 1865 - data della morte sconosciuta). Nel 1888 a Graz sposò Francesco (Fery) Fedrigoni Edler von Etschthal (* Battonya, 27 giugno 1858 - + Graz, 8 agosto 1914). Ebbero due figli: Julius e Adele.
        - Julius Fedrigoni Edler von Etschthal, (* 5 maggio 1893 - † Klagenfurt, 8 agosto 1956). Ufficiale di marina e in seguito dell'aviazione, si sposò con Elisabeth Peucker.
        - Adele Fedrigoni Edler von Etschthal (* Bruck ad Mur, 1º agosto 1891 - † Graz c.1953), Sposò Wilhelm Licka. Ebbero seis figli.-